# Conferência de Londres de 1830

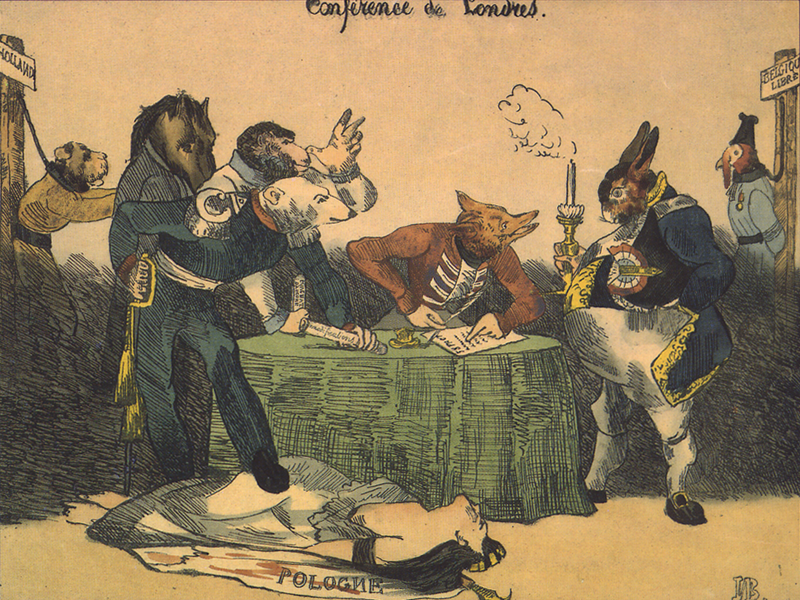
Litografia sobre a conferência em 1830 por Honoré Daumier. É possível ver que as figuras representam a Prússia, Áustria, Rússia, o Reino Unido e a França discutindo sobre um texto, enquanto que as figuras que representam a Bélgica e os Países Baixos estão penduradas ao lado.

A conferência de Londres de 1830 trouxe diplomatas que representavam cinco nações europeias: a Áustria, o Reino Unido, a França, o reino da Prússia, e a Rússia. Na conferência, foi reconhecida a secessão belga do Reino Unido dos Países Baixos, e garantiam a independência do novo estado.